# 清滝街道
清滝街道（きよたきかいどう）は、大阪府と奈良県を結ぶ街道のひとつで、（広義としての）伊勢街道・奈良街道のひとつである。 四條畷市の清滝峠を越えることからその名が付いた。
守口市内から門真市を通り、四條畷市中野地区にかけての区間は守口街道と称するが、本頁では一体として取り扱う。

## 概要
かつて、奈良時代に行基によって開かれた道（行基道）といわれている。
現在の国道163号と国道168号が踏襲しており、大阪と斑鳩町龍田を結ぶ道路・街道である。なお磐船街道と合流後、北田原駐在所付近で分岐する木津方面への道も「清滝街道」と称している場合がある。

### 守口街道
守口宿で京街道と分岐すると、大和田駅まで京阪本線沿いを通り、巣本交差点の西で国道163号とクロスする。国道の少し南側を通り、蔀屋西交差点で国道163号と合流、国道170号を通り過ぎるとすぐに蔀屋東交差点で国道から北へ逸れる。清滝川に沿って旧道を進み、そのまま清滝街道へ続く。
現在は大阪府道158号守口門真線が道筋をほぼそのまま踏襲している。
（大阪府誌第4編（明治36年刊）の記述）
「北河内郡守口町大字守口にて国道第2号路線（京街道）より分岐し同郡門真村、大和田村、四宮村、寝屋川村等の諸村を聯合し、同郡甲可村大字中野に於いて東高野街道に接続せり。延長壹里参拾弐町弐拾五間にして、地勢は始終田圃を貫通せるを以って路面平夷なれども、左右屈折する所多く又低湿の地たるを免れず。」 と記載。

### 清滝街道
四條畷市役所付近で守口街道からそのまま続き、東高野街道と交差し清滝峠を越える。山を下った下田原西交差点で国道を北に逸れ天野川を渡り奈良県生駒市に入る。北から来る「磐船街道」が合流した後は天野川に沿って南進する。出店付近で天野川を離れ国道の旧道を進んだ後、宛の木付近から東生駒川及び竜田川に沿って南進する。東生駒南交差点と菜畑交差点の区間で古堤街道と交差、南生駒駅付近の小瀬橋で暗越奈良街道と交差する。生駒市と平群町の境界付近では馬鍬淵(まぐわぶち) と呼ばれる渓谷地帯となる。平群町梨本付近で再び国道から離れ吉備内親王墓・長屋王墓などに沿って南東方向に進む。椿井交差点で十三街道が合流し、斑鳩町竜田大橋付近で国道25号（竜田越奈良街道）に合流する。
（大阪府誌第4編の記述）
「北河内郡甲可村大字南野に於ける東高野街道より起り、田原村大字下田原和河国界に於いて同郡磐船村より来る磐船街道を併はせ、奈良県生駒郡龍田町に入りて以って、奈良街道に合せり。専河内東北部と大和西北部との間の交通に便ぜるものにして本管内延長一里弐拾七町拾弐間路幅一間五分なり。地勢は全部山地より成り、亭々たる老杉路面を掩ひ、東進するに随ひ阪路次第に急峻なり。」 と記載。
（奈良県告示第30号 明治26年）
乙種仮定県道「清瀧街道　平群郡龍田町大字龍田ニテ奈良街道ヨリ分岐シ同郡南生駒村大字小瀬同郡北生駒村大字小明ヲ経テ添下郡北倭村大字南田原ニ至リ河内國界ニ達ス」
四条畷市内の行基道について、これまでは大阪府教育委員会の調査などから、現在の国道163号線に沿って通っていたと推理されていた。しかし2008年以降の四条畷市による調査により、下田原地区の山すそにて道幅約2.4mで両側に溝のある古道が東西約200mにわたり見つかった。江戸時代以降に何らかの理由で廃道となったものであると結論づけている。

## 経由地・沿道施設等
守口市
- 難宗寺

門真市
- 松下電器産業本社
- 京阪西三荘駅
- 京阪門真市駅
- 門真市役所
- 京阪古川橋駅
- 古川（古川橋）
- 京阪大和田駅
- 巣本交差点（府道158号線終点）

四條畷市
- 蔀屋交差点（国道170号大阪外環状線交点）
- 四條畷市役所
- 清滝峠
- 飯盛霊園
- 下田原西交差点
- 天野川（高橋）

生駒市
- 磐船街道合流点
- 出店交差点（古堤街道北ルート交点）
- 近鉄東生駒駅
- 東生駒南交差点-菜畑交差点（古堤街道南ルート交点）
- 近鉄一分駅
- 近鉄南生駒駅
- 竜田川（（小瀬橋）国道308号暗越奈良街道交点）

平群町
- 竜田川（椣原橋）
- 近鉄元山上口駅
- 吉備内親王墓
- 長屋王墓
- 椿井交差点（十三街道と合流）

斑鳩町
- 竜田大橋（国道25号、奈良街道交点）

## 脚註
1. ↑  「行基の道」本線発見　四条畷市が「大阪府教委の推理は誤り」 - MSN産経ニュース（2011年1月8日）

## 参考資料・外部リンク
- 武藤善一郎著「大阪の街道と道標」改訂版 (ISBN 4-88325-203-5)